# 松平定剛
松平 定剛（まつだいら さだよし）は、江戸時代中期から後期にかけての大名。伊予国今治藩の第7代藩主。定房系久松松平家7代。官位は従五位下・壱岐守。

## 生涯
明和8年（1771年）6月30日、第6代藩主・松平定休の長男として誕生。天明6年（1786年）12月に従五位下、壱岐守に叙任する。寛政2年（1790年）4月5日、父の隠居により跡を継いだ。藩政においては文化5年（1808年）から文政7年（1824年）まで奏者番を務め、農業生産の安定化、地域格差の撤廃などに尽力した。文化14年（1817年）5月には藩校・克明館を創設し、文武の奨励と士風の綱紀粛正、領民への教育普及などを図った。瀬戸浜塩田の着工なども行なっている。
文政7年（1824年）6月5日、長男・定芝に家督を譲って隠居する。天保14年（1843年）1月16日に死去、享年73。

## 系譜
- 父：松平定休（1752-1820）
- 母：不詳
- 正室：磯 - 土岐定経の娘
  - 長男：松平定芝（1791-1837）
- 生母不明の子女
  - 男子：高力直行
  - 男子：大嶋義彬
  - 四男：
  - 五男：
  - 女子：松平某室
  - 女子：斉藤利伊正室
  - 女子：近藤徳用正室
  - 女子：酒井忠堅正室
  - 女子：石川正保正室
  - 女子：堀親孝室
  - 女子：